# 迪瓦地区圣伯努瓦
迪瓦地区圣伯努瓦（法語：Saint-Benoit-en-Diois，法語發音：[sɛ̃ bənwa ɑ̃ diwa]）是法国德龙省的一个市镇，位于该省中部略偏东南，属于迪镇区。

## 地理
迪瓦地区圣伯努瓦（44°39'46"N, 5°16'20"E）面积11.17 平方千米，位于法国奥弗涅-罗讷-阿尔卑斯大区德龙省，该省份为法国东南部内陆省份，北起顺时针与伊泽尔省、上阿尔卑斯省、上普罗旺斯阿尔卑斯省、沃克吕兹省和阿尔代什省接壤。
与迪瓦地区圣伯努瓦接壤的市镇（或旧市镇、城区）包括：欧雷勒、沙斯泰勒阿尔诺、拉绍迪耶尔、埃斯珀内勒、普拉代勒、里蒙和萨韦勒。
迪瓦地区圣伯努瓦的时区为UTC+01:00、UTC+02:00（夏令时）。

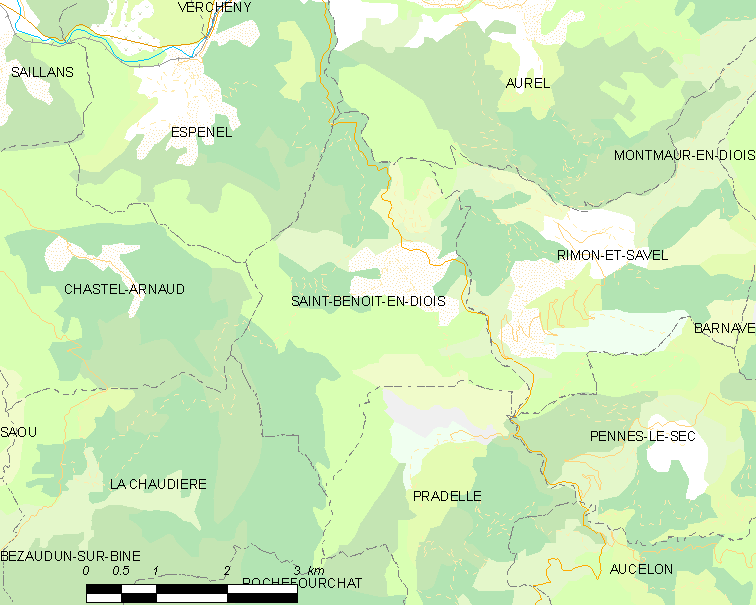
迪瓦地区圣伯努瓦的OSM定位图

## 行政
迪瓦地区圣伯努瓦的邮政编码为26340，INSEE市镇编码为26296。

## 政治
迪瓦地区圣伯努瓦所属的省级选区为迪瓦县。

## 人口

1962-2008年间迪瓦地区圣伯努瓦人口变化图示

迪瓦地区圣伯努瓦于2022年1月1日时的人口数量为34人。